# Чемпионат России по футболу среди женщин 1998
Чемпионат России по футболу среди женщин 1998 — 7-й сезон Высшего дивизиона (до сезона 1997 года включительно называвшийся «Высшей лигой») в системе женских футбольных лиг России. Сезон начался 2 мая 1998 года и завершился 5 октября 1998 года. Победителем в третий раз стала воронежская Энергия, как и в сезоне 1997, не потерпев за сезон ни одного поражения, и также второе и третье места заняли ЦСК ВВС и ВДВ, как и в предыдущем сезоне.

## Участники
Сводная статистика участников
учтены матчи завершённых сезонов
без учёта мячей забитых в сериях послематчевых пенальти
с учётом технических результатов
легенда
 — команда была Чемпионом
 — команда была вице-чемпионом
 — команда была бронзовый призёром
| команда      | команда   | сезоны | сезоны          | Результаты выступлений | Результаты выступлений | Результаты выступлений | Результаты выступлений | Результаты выступлений | Результаты выступлений | Результаты выступлений | Результат в сезоне 1997 | Примечания                                                                        |
| наименование | город     | #      | года            | И                      | В                      | Н                      | П                      | ЗМ                     | ПМ                     | РМ                     | Результат в сезоне 1997 | Примечания                                                                        |
| ------------ | --------- | ------ | --------------- | ---------------------- | ---------------------- | ---------------------- | ---------------------- | ---------------------- | ---------------------- | ---------------------- | ----------------------- | --------------------------------------------------------------------------------- |
| ЦСК ВВС      | Самара    | 6      | 1992—1997       | 135                    | 105                    | 21                     | 9                      | 376                    | 62                     | +314                   | Высшая лига, 2-е место  |                                                                                   |
| Энергия      | Воронеж   | 6      | 1992—1997       | 135                    | 101                    | 13                     | 21                     | 404                    | 79                     | +325                   | Высшая лига, 1-е место  |                                                                                   |
| Чертаново    | Москва    | 6      | 1992—1997       | 134                    | 63                     | 25                     | 46                     | 194                    | 144                    | +50                    | Высшая лига, 9-е место  | СКИФ (Малаховка) (1992) СКИФ-Фемина (Малаховка) (1993) Чертаново-СКИФ (1994—1996) |
| Калужанка    | Калуга    | 5      | 1993—1997       | 106                    | 61                     | 11                     | 34                     | 159                    | 112                    | +47                    | Высшая лига, 5-е место  |                                                                                   |
| Лада         | Тольятти  | 4      | 1994—1997       | 84                     | 49                     | 11                     | 24                     | 164                    | 116                    | +48                    | Высшая лига, 4-е место  |                                                                                   |
| Текстильщик  | Раменское | 3      | 1992—1993, 1996 | 72                     | 24                     | 13                     | 34                     | 102                    | 102                    | 0                      | Первая лига, 1-е место  |                                                                                   |
| Кубаночка    | Краснодар | 3      | 1992, 1996—1997 | 68                     | 17                     | 7                      | 44                     | 56                     | 95                     | -39                    | Высшая лига, 6-е место  | Седин-Шисс (1992)                                                                 |
| Идель        | Уфа       | 3      | 1995—1997       | 62                     | 16                     | 9                      | 37                     | 60                     | 145                    | -85                    | Высшая лига, 8-е место  | КДС Идель (1995)                                                                  |
| ВДВ          | Рязань    | 1      | 1997            | 18                     | 11                     | 1                      | 6                      | 39                     | 16                     | +23                    | Высшая лига, 3-е место  |                                                                                   |

Команды Высшей лиги 1997 КМВ и Сибирячка  связи с финансовыми трудностями от казались участвовать в чемпионате 1998 года.

## Турнирная таблица
| Поз | Команда                 | И  | В  | Н | П  | МЗ | МП | РМ  | О  | Квалификация или выбывание |
| --- | ----------------------- | -- | -- | - | -- | -- | -- | --- | -- | -------------------------- |
|     | Энергия (Воронеж)       | 16 | 14 | 2 | 0  | 35 | 3  | +32 | 44 |                            |
|     | ЦСК ВВС (Самара)        | 16 | 13 | 1 | 2  | 51 | 14 | +37 | 40 |                            |
|     | ВДВ (Рязань)            | 16 | 9  | 3 | 4  | 39 | 18 | +21 | 30 |                            |
| 4   | Калужанка (Калуга)      | 16 | 9  | 1 | 6  | 38 | 23 | +15 | 28 |                            |
| 5   | Лада (Тольятти)         | 16 | 7  | 2 | 7  | 27 | 31 | -4  | 23 |                            |
| 6   | Идель (Уфа)             | 16 | 5  | 0 | 11 | 23 | 38 | -5  | 15 | расформирован              |
| 7   | Кубаночка (Краснодар)   | 16 | 4  | 3 | 9  | 16 | 29 | -13 | 15 |                            |
| 8   | Чертаново (Москва)      | 16 | 4  | 1 | 11 | 18 | 39 | -21 | 13 |                            |
| 9   | Текстильщик (Раменское) | 16 | 0  | 1 | 15 | 2  | 54 | -52 | 1  | расформирован              |

Примечания:
- За неявку (было 2 неявки) на матч команде засчитывалось поражение со счетом 3:0.

1. ↑  «Идель» в связи с финансовыми трудностями прекратила существование в межсезонье
2. ↑  «Текстильщик» в связи с финансовыми трудностями прекратил существование в межсезонье

## Результаты матчей
9 команд сыграли каждая с каждой в два круга (дома и в гостях).
| Команда                 | Энергия | ЦСК ВВС | ВДВ | Калужанка | Лада | Идель | Кубаночка | Чертаново | Текстильщик |
| ----------------------- | ------- | ------- | --- | --------- | ---- | ----- | --------- | --------- | ----------- |
| Энергия (Воронеж)       |         | 1:0     | 4:1 | 3:0       | 3:0  | 4:0   | 1:0       | 4:1       | 1:0         |
| ЦСК ВВС (Самара)        | 0:4     |         | 3:0 | 2:1       | 3:1  | 7:2   | 3:1       | 9:0       | 8:1         |
| ВДВ (Рязань)            | 0:0     | 2:1     |     | 5:0       | 5:0  | 4:0   | 1:1       | 2:0       | 3:0         |
| Калужанка (Калуга)      | 0:0     | 0:2     | 1:2 |           | 2:0  | 5:0   | 4:1       | 3:1       | 3:1         |
| Лада (Тольятти)         | 0:2     | 0:4     | 4:3 | 3:1       |      | 4:1   | 2:2       | 2:0       | 3:0         |
| Идель (Уфа)             | 0:1     | 0:1     | 3:0 | 3:4       | 3:2  |       | 1:0       | 1:2       | 3:0         |
| Кубаночка (Краснодар)   | 1:4     | 1:3     | 0:2 | 0:2       | 1:1  | 1:0   |           | 3:1       | 3:0         |
| Чертаново (Москва)      | 0:2     | 0:1     | 0:3 | 0:6       | 1:2  | 3:1   | 4:0       |           | 5:0         |
| Текстильщик (Раменское) | 0:1     | 0:3     | 0:6 | 0:6       | 0:3  | 0:5   | 0:1       | 0:0       |             |

 Домашняя победа  •  Ничья •  Домашнее поражение
1. 1 2  Технический результат

## Статистика чемпионата

### Лучшие бомбардиры
| Место | Игрок            | Клуб              | Голы |
| ----- | ---------------- | ----------------- | ---- |
| 1     | Надежда Босикова | Энергия (Воронеж) | 19   |
| 2     | Галина Комарова  | ЦСК ВВС (Самара)  | 10   |

### Рекорды сезона
- Самая крупная победа хозяев (+9): 9:0 в матче ЦСК ВВС—«Чертаново», 2 августа
- Самая крупная победа гостей (+6): 0:6 в матче «Текстильщик»—«Калужанка», 2 августа, «Текстильщик»—«ВДВ», 5 августа, «Чертаново»—«Калужанка», 5 октября
- Наибольшее количество забитых мячей в одном матче (9): 9:0 в матче ЦСК ВВС—«Чертаново», 2 августа, 8:1 ЦСК ВВС—«Текстильщик», 1 июля, 7:2 ЦСК ВВС—«Идель», 5 августа
- Наибольшее количество голов, забитых одной командой в матче (9): 9:0 в матче ЦСК ВВС—«Чертаново», 2 августа
- Самый популярный счёт (1:0): 10 раз (14,29% от сыгранных матчей)